# Castelo de Pamplona

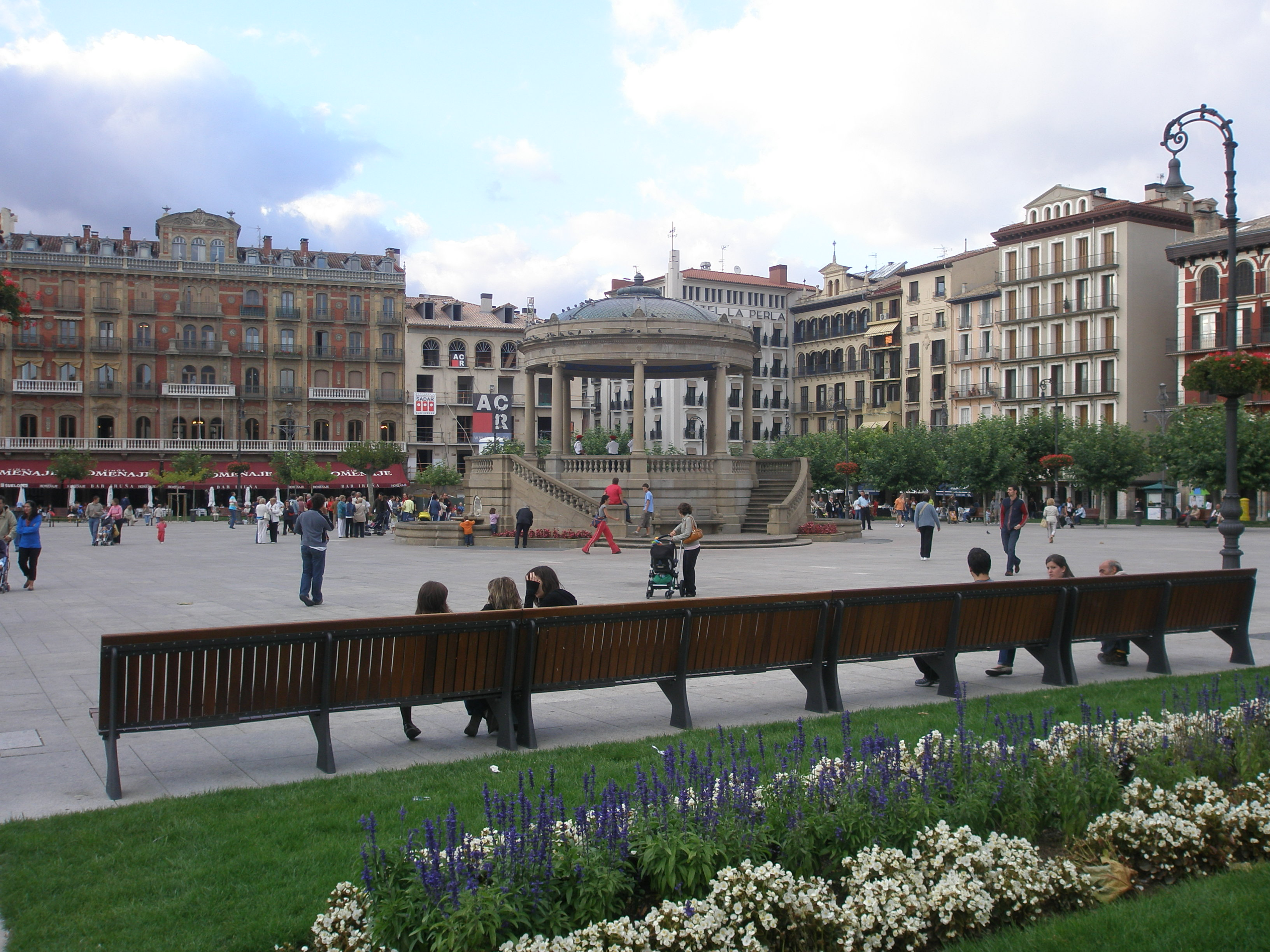
Plaza del Castillo, Pamplona, Espanha.

O Castelo de Pamplona localizava-se na cidade e município de Pamplona, na província e comunidade autónoma de Navarra, na Espanha.

## História
O primitivo castelo foi erguido por determinação do rei Luis I de Navarra, entre 1308 e 1311.
Quando da anexação da Alta Navarra (Navarra peninsular) à Espanha, sob o reinado de Fernando, o Católico, na sequência da invasão castelhano-aragonesa de 1512 pelas tropas de Fadrique Álvarez de Toledo y Enríquez de Quiñones, 2° duque de Alba, o Cardeal Cisneros ordenou, por decreto, a destruição das torres de todos os castelos de Navarra.
Nesse período, tendo sido determinada a reconstrução das muralhas da cidade, começou-se a demolir o castelo em 1513, para o reaproveitamento de sua pedra, estando o mesmo descaracterizado em 1540. Os seus restos foram demolidos em 1590, tendo dado lugar a uma praça no centro histórico da cidade.